# دانيال دياز (دراج)
دانيال دياز (بالإسبانية: Daniel Díaz)‏ (مواليد 7 يوليو 1989) في سالتا، هو دراج أرجنتيني في صنف سباق الدراجات على الطريق.

## روابط خارجية
- دانيال دياز على موقع الاتحاد الدولي للدراجات (الإنجليزية)
- دانيال دياز على موقع أرشيف الدراجات (الإنجليزية)
- دانيال دياز على موقع إحصائيات الدراجات الإحترافية (الإنجليزية)
- دانيال دياز على موقع نسبة الدراجات (الإنجليزية)
- دانيال دياز على موقع أوليمبيديا (الإنجليزية)
- دانيال دياز على موقع اللجنة الأولمبية الأرجنتينية (الإسبانية)